# Șantiere navale din România
Șantierele de construcții și reparat nave din România se află situate la Marea Neagră și pe Dunăre.
Primul șantier naval la Dunăre care a dat faliment a fost Șantierul Naval Giurgiu, înainte de anul 2000.
Al doilea a fost Navol Oltenița, care a falimentat în 2006.
Cu excepția Șantierului Naval de la Drobeta Turnu-Severin, toate celelalte șantiere navale din România au fost privatizate, în contextul în care industria de profil din Uniunea Europeană a preferat să transfere mare parte din capacitățile de producție către țări din Europa Centrală și de Est.
A fost un avantaj pentru șantierele românești, care au trecut la construcția de corpuri de nave, fără însă a le echipa complet, cum se făcea înainte de 1990.
Practic, șantierele navale românești au efectuat cu munca brută, echipamentele sofisticate de propulsie și navigație fiind fabricate în Uniunea Europeană.

## Istoric
În anul 2005, România era pe poziția a opta în rândul producătorilor europeni, având totodată cei mai mulți angajați în acest sector.
Industria navală din România a produs în 2005 în jur de 264.000 tone brute cu un număr de aproximativ 15.000 de angajați.
În anul 2007, România deținea cea mai mare flotă fluvială din Europa de Est, compusă din peste 2.000 de nave, de diferite tipuri.
România deține trei porturi maritime: Portul Constanța, Portul Mangalia și Portul Midia.
În anul 2008 traficul de mărfuri în porturile românești a ajuns la 18,06 milioane tone, exclusiv Portul Constanța, în timp ce Portul Constanța a înregistrat un trafic de 61,9 milioane tone.
În anul 2007, traficul de mărfuri prin porturile maritime autohtone a fost de 52,6 milioane de tone, față 2006 când au fost înregistrate 52,1 milioane de tone.

## Șantiere navale maritime
- Midia
- Constanța
- Mangalia
- Năvodari

## Șantiere navale fluviale-maritime
- Brăila
- Galați
- Tulcea
- Sulina [5][6]

## Șantiere navale fluviale
- Orșova
- Drobeta-Turnu Severin
- Giurgiu
- Oltenița
- Hârșova
- Cernavodă[5]

## Ateliere navale
- Turnu Severin
- Giurgiu
- Fetești
- Cernavodă
- Brăila
- Galați
- Tulcea
- Sulina
- Constanța
- Basarabi [5]